# Gjermund Bråten
Gjermund Bråten (* 23. Oktober 1990 in Drammen) ist ein ehemaliger norwegischer Snowboarder. Er startete in den Freestyledisziplinen.

## Werdegang
Bråten nahm im Januar 2008 in Graz erstmals am Snowboard-Weltcup teil, wobei er den zehnten Platz im Big Air errang. Im März 2008 erreichte er mit Platz zwei im Big Air in Chiesa in Valmalenco seine erste Podestplatzierung im Weltcup und errang damit den achten Platz im Big-Air-Weltcup. Dort belegte er bei den folgenden Juniorenweltmeisterschaften den 41. Platz in der Halfpipe und den 15. Rang im Big Air. Anfang April 2008 wurde er norwegischer Meister im Slopestyle. Bei den Snowboard-Weltmeisterschaften 2009 in Gangwon kam er auf den 56. Platz in der Halfpipe und auf den 27. Rang im Big Air. Nach dritten Plätzen bei Weltcups im Big Air in Barcelona und Stockholm zu Beginn der Saison 2009/10, wurde er Dritter im Slopestyle bei den Burton European Open in Laax und jeweils Zweiter im Slopestyle sowie im Big Air beim Burn River Jump in Livigno. Die Saison beendete er auf dem fünften Platz im Big-Air-Weltcup. In der Saison 2010/11 siegte er im Big Air beim freestyle.ch in Zürich und errang bei den Burton New Zealand Open in Cardrona den zweiten Platz im Slopestyle. Zudem wurde er dort bei den Juniorenweltmeisterschaften 2010 Achter im Slopestyle und kam bei den Winter-X-Games-Europe 2011 in Tignes auf den neunten Platz im Slopestyle. In der folgenden Saison gewann er bei der Winter Dew Tour in Breckenridge den Slopestyle-Wettbewerb und belegte bei den Winter-X-Games 2012 in Aspen den siebten Platz im Big Air sowie den sechsten Rang im Slopestyle. Im Weltcup errang er mit den achten Platz in Stockholm und den siebten Platz in London den 12. Platz im Big-Air-Weltcup. Bei den Snowboard-Weltmeisterschaften 2012 in Oslo belegte er den 45. Platz im Slopestyle. 
In der Saison 2012/13 erreichte Bråten mit drei Top-Zehn-Platzierungen den neunten Platz im Slopestyle-Weltcup. Dabei absolvierte er in der Sierra Nevada seinen 22. und damit letzten Weltcup, welchen er auf dem siebten Platz im Slopestyle beendete. Außerdem wurde er beim Toyota Big Air in Sapporo Dritter, bei den Winter-X-Games 2013 Neunter im Big Air sowie Achter im Slopestyle und bei den Winter-X-Games-Europe 2013 Sechster im Slopestyle. Im Juni 2013 siegte er bei den norwegischen Meisterschaften im Big Air. Nach Platz eins bei The Mile High im Slopestyle im Perisher Blue zu Beginn der Saison 2013/14, belegte er bei den Winter-X-Games 2014 den 13. Platz im Slopestyle und bei den Olympischen Winterspielen 2014 in Sotschi den 12. Platz im Slopestyle.
Sein Bruder Øystein Bråten war als Freestyle-Skier aktiv.

## Teilnahmen an Weltmeisterschaften und Olympischen Winterspielen

### Olympische Winterspiele
- 2014 Sotschi: 12. Platz Slopestyle

### Snowboard-Weltmeisterschaften
- 2009 Gangwon: 27. Platz Big Air, 56. Platz Halfpipe
- 2012 Oslo: 45. Platz Slopestyle

## Weltcup-Gesamtplatzierungen
| Saison  | Gesamt/Freestyle | Gesamt/Freestyle | Halfpipe | Halfpipe | Big Air | Big Air |
| Saison  | Punkte           | Platz            | Punkte   | Platz    | Punkte  | Platz   |
| ------- | ---------------- | ---------------- | -------- | -------- | ------- | ------- |
| 2007/08 | 1210             | 67.              | -        | -        | 1210    | 8.      |
| 2008/09 | 448              | 146.             | 69       | 89.      | 379     | 32.     |
| 2009/10 | 1540             | 37.              | 80       | 83.      | 1460    | 5.      |
| 2010/11 | 500              | 59.              | -        | -        | 500     | 25.     |
| 2011/12 | 680              | 28.              | -        | -        | 680     | 12.     |
| 2012/13 | 940              | 25.              | -        | -        | -       | -       |